# Tamazgha
Tamazgha (ⵜⴰⵎⴰⵣⵖⴰ en lengua bereber) es un neologismo reciente que hace referencia al territorio del norte de África en el cual han habitado a lo largo de la Historia y se han desarrollado distintas culturas bereberes. Abarca el área comprendida entre las islas Canarias y el oasis de Siwa, en Egipto, como puntos extremos occidental y oriental respectivamente; y desde el Mediterráneo hasta el Sahel.
Dicha denominación, de ciertas connotaciones panbereberes, es utilizada por el movimiento amazig, en contraposición al término árabe de Magreb. La diferencia entre ambos términos es que el Magreb abarca a Marruecos, Mauritania, Argelia, Túnez y Libia, mientras que Tamazgha incluye además de estos, a las islas Canarias y a territorios del Sahel como Malí, Níger y Chad. 
Es también utilizada por ciertos sectores del nacionalismo canario más amaziguistas.
Los berberófonos suman 25 millones de personas, según algunas estimaciones. Supondrían por tanto aproximadamente un 30 % del área propiamente magrebí, sin tener en cuenta a los tuaregs de Malí y Níger que suman más de un millón de hablantes.